# Toivo Mikael Kivimäki
Toivo Mikael Kivimäki (5. juni 1886–6. maj 1968), dr.jur., var leder af institut for privatret ved Helsinki Universitet fra 1931-1956, statsminister i Finland 1932–1936, og Finlands ambassadør i Berlin 1940–1944. 
I 1946 blev Kivimäki sammen med en håndfuld andre ledende politikere stillet for retten anklaget for ansvar for krigen i en retssag, som generelt blev betragtet som rent justitsmord under pres fra de allierede sejrherrer i 2. verdenskrig, og et brud på Finlands forfatningsmæssige traditioner. Kivimäki blev idømt fem års fængsel efter at være blevet fundet ansvarlig for fortsættelseskrigen (som indledtes med et sovjetisk luftangreb på finske byer den 25. juni 1941). Efter at Finland havde underskrevet fredsaftalen i Paris i 1947 og den finsk-sovjetiske venskabstraktat i 1948 havde den internationale situation stabiliseret sig så meget at Kivimäki blev benådet. Han vendte tilbage til sin akademiske karriere. 
Som det var tilfældet med alle politikere der havde forbindelse med Fortsættelseskrigen blev Kivimäki set i et kritisk lys i årtier herefter. Under finlandiseringen udtrykte mange prominente finner sig forsigtigt om sådanne emner for ikke at forstyrre den følsomme nabo i øst, en forsigtighed, som uden tvivl påvirkede holdningerne blandt efterkrigs generationen i Finland. 
En moderne vurdering af Kivimäki kan ikke undgå at konkludere, at han var en usædvanlig succesfuld politiker: 
- Som statsminister ledede Kivimäki Finlands længstsiddende regering (indtil 1985), med det mål at stabilisere den politiske situation i Finland efter at Mäntsälä-oprøret var slået ned.
- Han opnåede at ændre Finlands udenrigspolitik i retning af en neutral pro-skandinavisk holdning og udsoning med Sverige, som nok blev forberedt i de inderste cirkler, men som i datidens intense fase af sprogstriden i Finland ikke var let at forklare for offentligheden.
- Som energisk ambassadør i Berlin lykkedes det ham at ændre Nazi-Tysklands antifinske holdning, og opnå støtte og tjenester for en forholdsvis begrænset pris for Finland. Det er værd at bemærke, at Finland undgik at forme formelle bånd til Tyskland indtil den flertydige Ryti-Ribbentrop aftalen, som blev undertegnet efter at Viipuri var faldet i juni 1944.

Adskillige personer og faktorer var af kritisk betydning for Finlands overlevelse som en uafhængig stat i de urolige tider omkring vinterkrigen og Fortsættelseskrigen. Der er ingen tvivl om at Kivimäki indtager en fremtrædende plads imellem dem.